# 86. Sinfonie (Haydn)
Die Sinfonie Nr. 86 in D-Dur (Hob. I:86) komponierte Joseph Haydn im Jahr 1786. Sie gehört zur Reihe der Pariser Sinfonien.

## Allgemeines

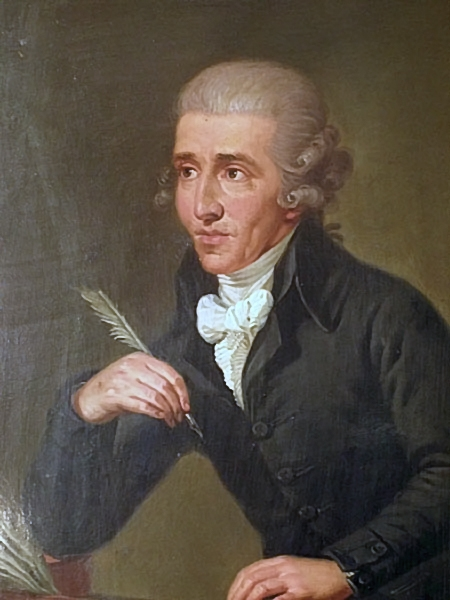
Joseph Haydn (Gemälde von Ludwig Guttenbrunn, um 1770)

Die Sinfonie Nr. 86 gehört zusammen mit den Sinfonien Nr. 82 bis 85 und 87 zu den so genannten Pariser Sinfonien. Es handelt sich um Auftragskompositionen für das Pariser Le Concert de la Loge Olympique.
Bemerkenswert an Nr. 86 sind der langsame Satz mit ungewöhnlich freier Satzstruktur und geradezu meditativem Gestus, während die übrigen Sätze einen pompös-extrovertierten Charakter aufweisen. Der letzte Satz zeigt eine besondere Dichte thematischer Arbeit. Howard Chandler Robbins Landon bewertet die Sinfonie Nr. 86 als eine der besten von Haydns Sinfonien überhaupt.

## Zur Musik
Besetzung: Flöte, zwei Oboen, zwei Fagotte, zwei Hörner in D, zwei Trompeten in D, Pauke, zwei Violinen,  Viola, Cello, Kontrabass.  Über die Beteiligung eines Cembalo-Continuos in Haydns Sinfonien bestehen unterschiedliche Auffassungen.
Aufführungszeit: ca. 25 Minuten (je nach Einhalten der vorgeschriebenen Wiederholungen).
Bei den hier benutzten Begriffen der Sonatensatzform ist zu berücksichtigen, dass dieses Schema in der ersten Hälfte des 19. Jahrhunderts entworfen wurde (siehe dort) und von daher nur mit Einschränkungen auf die Sinfonie Nr. 86 übertragen werden kann. – Die hier vorgenommene Beschreibung und Gliederung der Sätze ist als Vorschlag zu verstehen. Je nach Standpunkt sind auch andere Abgrenzungen und Deutungen möglich.

### Erster Satz: Adagio – Allegro spiritoso
D-Dur, 3/4-Takt (Adagio) / 4/4-Takt (Allegro spiritoso), 213 Takte
Adagio (Takt 1–21): Nach einem einfachen Dreiklangsmotiv im sanften Piano entwickelt sich ein ab Takt 2 angedeutetes  Auftaktmotiv, das sich zunächst weiter piano, ab Takt 8 dann im Forte- bis Fortissimo-Tutti bewegt. Die drei Auftakt-Achtel treten dabei nicht mehr aufsteigend, sondern als ganztaktige Tonwiederholung (Klopfen) auf. Hinzu kommen auf- und absteigende Läufe in den Streichern. Nach zwei Takten leisem Klopfen setzt in Takt 16 Tremolo auf einem E-Dur-Septnonakkord ein, der zur Dominante A-Dur überleitet. Mit dem Auftaktmotiv auf der sich stabilisierenden Basis A-Dur klingt die Einleitung mit ihren schroffen dynamischen und motivischen Kontrasten im Piano aus und geht ohne Pause ins Allegro über (attacca-Anschluss).
Allegro spiritoso (Takt 22–213): Für den gesamten Satz ist die hämmernde Wiederholung von Achtel - Staccato charakteristisch, wodurch eine energisch vorwärts treibende Kraft entsteht.

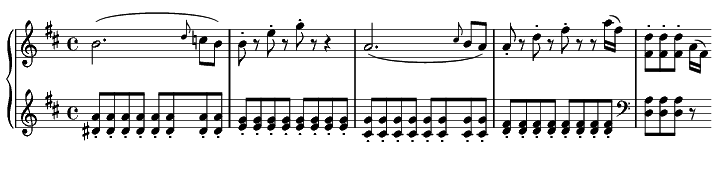
Beginn vom Thema des Allegro spiritoso

Das erste Thema ist aus zwei konträren Teilen aufgebaut. Der erste Teil (im Folgenden als Motiv 1 bezeichnet) besteht aus einem zweitaktigen Piano-Motiv, das einen Ganztonschritt tiefer wiederholt wird (siehe Notenbeispiel). Das Motiv 1 ist auch in sich differenziert: Im ersten Takt spielt die stimmführende 1. Violine zunächst legato (halbe Note und Achtelfloskel), im zweiten Takt dagegen staccato (aufsteigender Dreiklang). Die Harmonik ist labil: der erste Takt wirkt wie ein Vorhalt zur Harmonie des zweiten Taktes (ebenso Takt 3 zu Takt 4 des Themas), wobei dort jedoch anstelle des Grundtones im Bass die Terz erscheint (Takt 23: g bei e-Moll, Takt 25: f bei d-Moll). Der zweite Teil des Themas basiert auf dem fortissimo vom ganzen Orchester vorgetragenen Motiv 2 mit fünf Tönen: zwei auftaktige Sechzehntel abwärts, drei Achtelschläge als Tonwiederholung. Dieses Motiv wird energisch wiederholt unter Einbeziehung der Subdominante G-Dur und der Dominante A-Dur. Unmittelbar schließt das Motiv 3 im Rhythmus zwei Sechzehntel – eine Achtel (nun aber aufsteigend) an, gefolgt von Motiv 4 aus absteigender Sechzehntelbewegung (beide Motive werden wiederholt).
Mit fließendem Übergang (weiterhin energische Tonwiederholungen im Forte) geht das erste Thema in Takt 37 in den folgenden Abschnitt über, der Motiv 3 mit Synkopen und einer Bassbewegung aus Vierteln und halben Noten kombiniert. Überraschenderweise bekommt nun Motiv 1 vom ersten Thema einen zweiten Auftritt (ab Takt 54 von h-Moll nach A-Dur), so dass der Hörer zunächst nicht weiß, ob der Satz monothematisch (auf nur einem Thema basierend) aufgebaut ist. Nach einer in A-Dur mündenden Wendung beginnt jedoch in Takt 64 das „richtige“ zweite Thema, das typischerweise in sanftem Piano mit stimmführender 1. Violine vorgetragen wird. Es hat jedoch keinen sanglichen Charakter, sondern basiert auf einem zweitaktigen Seufzer-Motiv mit Akzent und Chromatik.
Nach dem Tremolo-Abschnitt im Forte / Fortissimo ab Takt 74 mit anfangs chromatisch aufsteigender Melodieführung folgt die Schlussgruppe mit Motiv 3 im Streicher-Unisono (je nach Ansicht könnte man den Beginn der Schlussgruppe auch bereits in Takt 74 setzen).
Die Durchführung beginnt piano mit Motiv 1 in h-Moll und wechselt dann über a-Moll, G-Dur und E-Dur zu dem sich stabilisierenden Cis-Dur. Dabei geben Oboen und Flöten kleine gegenbewegungsartige Farbtupfer. Ab Takt 104 setzt dann wieder das ganze Orchester forte ein und verarbeitet Motiv 2 und Motiv 3 mit mehreren Tonartenwechseln: ausgehend von fis-Moll werden z. B. H-Dur und C-Dur erreicht. Abrupt kommt es in Takt 125 zum Piano-Auftritt vom zweiten Thema in fis-Moll; die gesamte musikalische Bewegung verebbt (zwei ganztaktige Vorhalte im Piano, Takt 130 ff.), beginnt dann aber mit Motiv 1 in versetztem Einsatz sowie ständigen Achtelrepetitionen ab Takt 136 von neuem und steigert sich über Oktavtremolo auf A mit Akkordmelodik zum Forte (Takt 144 ff.). Dieser Abschnitt kann bereits als Überleitung zur Reprise (Takt 151 ff.) gesehen werden.
Die Reprise beginnt wie die Exposition, allerdings mit Einwürfen von Fagott und Oboe bei Motiv 1. Beim zweiten Auftritt von Motiv 1 (Takt 177 ff.) ist neben dem Fagott auch die Flöte mit einer Floskel beteiligt. Ansonsten ist die Reprise weitgehend ähnlich der Exposition strukturiert. Exposition sowie Durchführung und Reprise werden wiederholt.

### Zweiter Satz: Capriccio. Largo
G-Dur, 3/4-Takt, 92 Takte, Trompeten und Pauken schweigen
Dieser ungewöhnliche Satz beginnt mit seinem viertaktigen Thema (Hauptthema, Motiv 1), das mit der abgesetzten, ruhig-gehenden Achtelbewegung und der Beschränkung auf die Grundharmonien (G-Dur – D-Dur Septakkord – G-Dur) einen wenig melodiösen, eher nachdenklichen Eindruck macht. Der erste Takt besteht lediglich aus einem aufwärts gehenden, gebrochenen G-Dur Dreiklang; am Übergang von Takt 2 zu Takt 3 findet ein kleines Crescendo mit Betonung des Vorhaltes zum D-Dur Septakkord statt. Kennzeichnend ist auch die Quinte aufwärts in der Violine, die zusammen mit dem Crescendo wie ein kurz in Melancholie hereinbrechender Lichtstrahl wirkt. Die Melodielinie holt somit weit aus und umfasst insgesamt eine Duodezime. Das Hauptthema wird mit Molltrübung wiederholt. Es folgen:
- 1. Zwischenspiel (Takt 9–32): In Takt 8/9 ff. stellt die 1. Violine das neue Motiv 2 aus einer fallenden, eintaktigen Figur mit punktiertem Rhythmus vor. Damit verwandt ist Motiv 3 ab Takt 15 mit ähnlichem Rhythmus, aber aufwärts strebender Linie. Die folgenden Takte greifen z. T. auf Motiv 3 zurück, bieten aber auch freies Spiel insbesondere der 1. Violine mit chromatischen Einlagen. Von Takt 25–27 wird die bisher ruhige Atmosphäre abrupt durch einen Forte-Tremolo-Klangteppich unterbrochen, der vom F-Dur-Septakkord über B-Dur zu Gis (unisono) und schließlich zu A-Dur wechselt. Eine Schlusswendung mit Akkordschlägen in dynamischen Kontrasten zwischen Forte und Piano beendet den Abschnitt.
- Zweiter Auftritt des Hauptthemas (Takt 33–40), das wiederholt wired: das erste Mal wie am Satzbeginn, allerdings auf einem verminderten Akkord (Gis-H-D-F) schließend, beim zweiten Mal in a-Moll beginnend und in Cis-Dur schließend. Insbesondere diese beiden Schlussakkorde schaffen einen besonderen Reiz in der Klangfarbe mit düster-romantischen Eindruck.
- Zweites Zwischenspiel (Takt 41–49): Der Bass fängt von fis-Moll ausgehend in chromatischer Melodielinie an, in die die Flöte eine ebenfalls chromatische Melodie in Gegenbewegung setzt. Mit einer weiteren Tremolo-Klangfläche im Fortissimo (ähnlich Takt 26–28) endet der Abschnitt.
- Dritter Auftritt des Hauptthemas (Takt 50–57). Dieses wird wie beim zweiten Auftritt wiederholt. Der erste Durchlauf beginnt in e-Moll und hat ein „offenes“ Ende auf einem D-Dur-Septakkord, während der zweite wie am Satzanfang gestaltet ist und in der Tonika G-Dur schließt.
- Drittes Zwischenspiel (Takt 58–70): Nach dem kurzen melodischen Motiv 4 in der 1. Violine setzen wieder Motiv 2 (Takt 60 ff.) und Motiv 3 (Takt 64 ff.) ein, gefolgt von freiem Spiel der 1. Violine, das mit einem Trugschluss in e-Moll endet.
- Vierter Auftritt des Hauptthemas (Takt 71–74): Analog Takt 33 ff., jedoch in g-Moll statt G-Dur.
- Drittes Zwischenspiel mit Motiv 2 und freiem Spiel der 1. Violine, Takt 75–84. Takt 84–88 dritte Tremolo-Klangfläche im Forte mit Wechsel von G-Dur und C-Dur.
- Schluss: Auslaufen mit dreimaliger Wiederholung einer Floskel in der 1. Violine, Ende des Satzes mit dem Beginn vom Hauptmotiv (aufsteigender Dreiklang in G-Dur) und einem Akkord auf G.

### Dritter Satz: Menuet. Allegretto
D-Dur, 3/4-Takt, mit Trio 90 Takte
Das relativ lange und umfangreiche Menuett schließt mit seinem kräftig-pompösen Charakter an den ersten Satz an. Der erste Teil ist aus drei viertaktigen Abschnitten aufgebaut. Das Hauptmotiv besteht aus einer auftaktigen Sechzehntelfigur und einer zwei- bis dreifachen Tonrepetition. Der Mittelteil trägt Durchführungscharakter, so dass der Satz mehr einer „Miniatur-Sonatenform“ als dem früher üblichen Tanzmenuett entspricht. Er beginnt mit dem Hauptmotiv in den Oberstimmen über einem lang ausgehaltenen A der Hörner, ab Takt 21 tritt das Motiv ausgehend von d-Moll versetzt in den Stimmen auf. Auf einem E-Dur – Septakkord kommt die Musik in Takt 26 ins Stocken und sinkt dann zurück zur Dominante A-Dur, bevor das Hauptthema vom Satzanfang in der Tonika D-Dur wieder aufgegriffen wird. In der Coda wird das Geschehen zunächst nochmals auf einem verminderten Septakkord unterbrochen, ehe die Schlusswendung vom ersten Teil das Menuett beendet.
Im Trio, ebenfalls in D-Dur, spielen Violine und Fagott in der Oktave versetzt eine wiegende, ländlerartige Melodie. Zu Beginn des zweiten Teils antworten die Oboen und die Flöte.

### Vierter Satz: Finale. Allegro con spirito
D-Dur, 4/4-Takt, 180 Takte

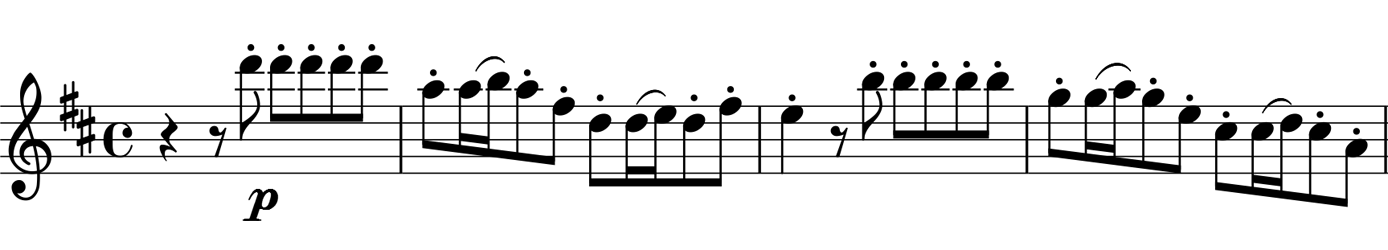
Beginn des Allegro con spirito, 1. Violine

Der Satz wird weitgehend von einem zweitaktigen Motiv beherrscht, das im ersten Takt aus fünffacher Tonwiederholung, im zweiten Takt aus einer fallenden Figur besteht („fast permanente(n) Durchführung des tonrepetierenden Kopfmotivs“). Insbesondere durch die dominante Tonwiederholung, aber auch durch die Dominanz der Arbeit mit Motiven anstatt von (melodischen) Themen schließt der Satz an das Allegro spiritoso an. Das zweitaktige Hauptmotiv wird im Frage-Antwort-Prinzip zur viertaktigen thematischen Einheit kombiniert und zunächst nur von den Streichern piano vorgestellt. Als Variante wird es dann eine Oktave tiefer wiederholt, ehe ab Takt 9 das gesamte Orchester forte und unisono das Thema nochmals aufgreift und dann weiter aufwärts führt. Ab Takt 21 wird die Bewegung durch Synkopen aufgelockert, während das Motiv im Bass weiterläuft. Die Harmonie pendelt ab Takt 27 zwischen A-Dur und E-Dur, wobei E als Synkope relativ lange (Takt 27–32) im Bass liegt. Über eine Tremolopassage (Takt 35 ff.) endet dieser Abschnitt.
Das folgende zweite Thema greift die Tonwiederholung vom ersten Thema auf, nun aber mit charakteristischem Intervallsprung abwärts. Es basiert wie das erste Thema auf einem zweitaktigen Motiv, die Melodie liegt zunächst in der 1. Violine, dazu begleiten die 2. Violine staccato und der Bass pizzicato, ab Takt 44 folgt eine Variante mit Oboe und Fagott.
Im Forte setzt nun wieder das ganze Orchester als chromatisch aufsteigende Tremolo-Linie ein, die im zweiten Anlauf eine Oktave höher wiederholt wird. Die Schlussgruppe basiert auf einem vom Hauptmotiv abgeleiteten Tonwiederholungsmotiv, das echohaft bzw. im Dialog zwischen Bläsern und Tutti auftritt. Die Exposition endet beim ersten Durchlauf auf dem A-Dur Septakkord mit Paukenwirbel und Fermate, beim zweiten Durchlauf geht sie nahtlos in die recht kurze Durchführung über. Zunächst erfolgt ein abrupter Tonartenwechsel mit dem Hauptmotiv nach h-Moll. Nach einer weiteren Fermate auf H folgt das zweite Thema piano in G-Dur, das Thema wird dann in einer Fortspinnung u. a. nach C-Dur, E-Dur, a-Moll und Fis-Dur moduliert. Nach einem Fortissimo-Abschnitt mit versetztem Einsatz vom Anfang des Hauptmotivs (Takt 91–96) kündigt sich über A-Dur – Akkordbrechungen das Ende der Durchführung an, das in Takt 102 wieder mit dem A-Dur Septakkord inklusive Fermate und Paukenwirbel erreicht ist.
Die Reprise (Takt 103 ff.) verläuft zunächst ähnlich der Exposition, allerdings ohne die Wiederholung des Themas im Forte wie ab Takt 9. In Takt 138 wechselt Haydn überraschenderweise abrupt nach B-Dur, das über eine Kadenz mit ganzen Noten von d-Moll zurück zur Tonika D-Dur führt. Die Schlussgruppe ist ähnlich wie in der Exposition, aber um eine Coda mit Orgelpunkt auf D (Takt 163–167) verlängert. Die Durchführung ist somit recht knapp gehalten, die Reprise dafür durchführungsartig erweitert. Durchführung und Reprise werden wiederholt.